# Daniel Craig
Daniel Wroughton Craig, CMG (Chester, 2 de março de 1968) é um ator britânico, conhecido por interpretar o personagem James Bond durante 15 anos, de 2006 a 2021.
Craig é ex-aluno da National Youth Theatre e se formou na Guildhall School of Music and Drama em Londres e começou sua carreira como ator de teatro. Sua primeiras aparições no cinema incluem os filmes Elizabeth, The Power of One e A Kid in King Arthur's Court, e na televisão nas séries Sharpe's Eagle e Zorro. Aparições em produções britânicas como Love Is the Devil: Study for a Portrait of Francis Bacon, The Trench e Some Voices atrairam a atenção da indústria, levando a papéis em produções maiores como Lara Croft: Tomb Raider, Road to Perdition, Layer Cake e Munich.
Craig alcançou a fama internacional em 2006 ao ser escolhido como o sexto ator para interpretar James Bond no cinema, sucedendo a Pierce Brosnan. A sua atuação em Casino Royale foi muito elogiada pela crítica, conseguindo uma indicação ao BAFTA de Melhor Ator, além de se tornar o filme de maior arrecadação da franquia. A sequência Quantum of Solace veio dois anos depois, seguido por Skyfall em 2012 e Spectre em 2015. Em 2020, estreia o 25° filme da franquia, 007 - Sem Tempo para Morrer.
Craig é casado com Rachel Weisz, sua segunda esposa. Ele tem uma filha, Ella, de seu primeiro casamento com Fiona Loudon. Em 2006 ele entrou na Academia de Artes e Ciências Cinematográficas. Desde que assumiu o papel de Bond, Craig continuou a aparecer em outros filmes, como Defiance, As Aventuras de Tintim: O Segredo do Licorne e The Girl with the Dragon Tattoo.

## Infância e adolescência
Craig nasceu em Chester, Cheshire, Inglaterra. Sua mãe, Carol Olivia, era uma professora de arte, e seu pai, Timothy John Wroughton Craig, era dono de dois bares e tinha sido um guarda-marinha da Marinha Mercante. Ambos eram de ascendência galesa. Ele cresceu na Península Wirral, cursando a Holy Trinity Primary School. Ele mais tarde estudou na Hilbre High School.

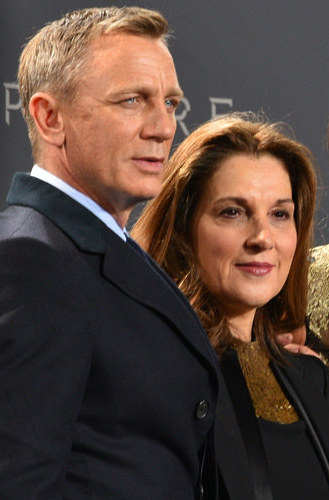
Daniel Craig e Barbara Broccoli

Craig se mudou para Londres aos dezesseis anos para se juntar a National Youth Theatre. Ele e sua irmã mais velha, Lea, cursaram Hilbre High School e a Calday Grange Grammar School em West Kirby. Ele jogou rugby no Hoylake RFC Rugby Union. Craig estudou na Guildhall School of Music and Drama, se formando em 1991. 

## Carreira
Craig apareceu como Joe na produção Angels in America, de Tony Kushner, no Royal National Theatre em novembro de 1993. No mesmo ano, ele apareceu em um episódio da série de televisão britânica Heartbeat, que foi ao ar em 31 de outubro. Depois de estrelar a minissérie Our Friends in the North em 1996 como Geordie, ele apareceu no filme norte-americano Lara Croft: Tomb Raider em 2001, e no ano seguinte trabalhou com o diretor Sam Mendes em Road to Perdition ao lado de Tom Hanks e Paul Newman. Outros filmes como protagonista incluem Sword of Honor, Sylvia, Layer Cake, Enduring Love, Munich, Infamous, The Golden Compass, Defiance e Cowboys & Aliens.

### James Bond: 2005–presente

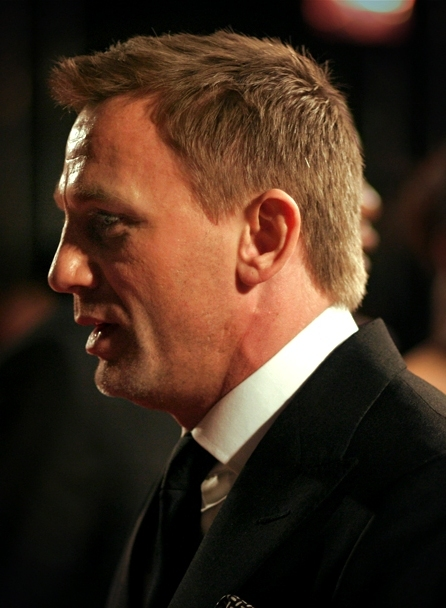
Craig no Orange Rising Star Award, em Londres, no dia 11 de fevereiro de 2007.

Em 2005, Craig recebeu uma oferta da EON Productions para interpretar James Bond. Ele afirmou estar "ciente dos desafios" da franquia James Bond, que ele considerou ser "uma grande máquina" que "faz muito dinheiro". Ele queria dar uma maior "profundidade emocional" ao personagem. Nascido em 1968, Craig se tornou o primeiro intérprete do personagem a nascer após a série já ter se estabelecido a após a morte de seu criador, Ian Fleming. Grande controvérsia seguiu-se após sua confirmação no papel, já que muitos duvidavam se os produtores tinham feito a escolha certa. Durante toda a produção de seu primeiro filme, várias campanhas na internet expressaram sua insatifação e ameaçaram boicotar o filme como protesto. Com 1,78 m, Craig, diferentemente de seus antecessores, não se encaixava, de acordo com os protestos, na imagem do Bond alto, moreno e bonito que os espectadores estavam acostumados a ver. Apesar de sua escolha ter sido controversa, vários atores publicamente expressaram seu apoio, mais notavelmente, todos os outros cinco intérpretes de James Bond: Pierce Brosnan, Timothy Dalton, Roger Moore, George Lazenby e Sean Connery.
Seu primeiro filme no papel, Casino Royale, estreou em 14 de novembro de 2006 e arrecadou um total de US$ 599 045 960 mundialmente nas bilheterias, na época o filme de Bond de maior arrecadação da história. Após o lançamento do filme, a interpretação de Craig foi muito elogiada. Nos estágios finais de produção de Casino Royale, os produtores Michael G. Wilson e Barbara Broccoli anunciaram que a pré-produção da sequência já havia começado. Depois de vários meses, os dois oficialmente anunciaram Quantum of Solace, que seria lançado em 7 de novembro de 2008 e que Craig interpretaria Bond em um terceiro filme.
Em 7 de março de 2020, Craig hospedou o Saturday Night Live pela segunda vez; Originalmente, ele deveria ser o anfitrião antes do lançamento do 25º filme de Bond "007 - Sem Tempo para Morrer", mas no trailer / comercial que foi ao ar com o episódio SNL de 7 de março de 2020, ficou claro que a abertura do filme havia sido adiado para o Dia de Ação de Graças de 2020 devido a preocupações com coronavírus. Daniel Craig foi o último apresentador de um show ao vivo do SNL antes que os shows deixassem de ser filmados por tempo indeterminado devido à pandemia mundial de coronavírus.

## Filmografia

### Cinema e televisão
| Ano  | Título                                                          | Papel                         | Notas |
| ---- | --------------------------------------------------------------- | ----------------------------- | --- |
| 1992 | The Power of One                                                | Sargento Botha                | |
| 1993 | Between the Lines                                               | Detetive disfarçado           | Série de televisão: 1 episódio |
| 1993 | Heartbeat                                                       | Peter Begg                    | Série de televisão: 1 episódio |
| 1993 | Zorro                                                           | Tenente Hidalgo               | Série de televisão: 2 episódios |
| 1993 | Sharpe's Eagle                                                  | Tenente Berry                 | Drama televisivo |
| 1995 | A Kid in King Arthur's Court                                    | Mestre Kane                   | |
| 1996 | Kiss And Tell                                                   | Matt Kearney                  | Filme para televisão |
| 1996 | The Fortunes and Misfortunes of the Famous Moll Flanders        | James "Jemmy" Seagrave        | Drama televisivo |
| 1996 | Our Friends in the North                                        | George "Geordie" Peacock      | Drama televisivo |
|      | Smoke Wrings (Caos Mental)                                      | Barry                         | Tales From The Crypt: S07 E09 |
| 1997 | Obsession – Besessene Seelen                                    | James McHale                  | |
| 1997 | The Ice House                                                   | Andy McLoughlin               | Drama televisivo |
| 1997 | The Hunger                                                      | Jerry Pritchard               | Série de televisão: 1 episódio |
| 1998 | Love Is the Devil: Study for a Portrait of Francis Bacon        | George Dyer                   | Edinburgh International Film Festival Award de Melhor Interpretação Britânica |
| 1998 | Love and Rage                                                   | James Lynchehaun              | |
| 1998 | Elizabeth                                                       | John Ballard                  | |
| 1999 | The Trench                                                      | Sargento Telford Winter       | Indicação – British Independent Film Awards de Melhor Ator |
| 1999 | The Adventures of Young Indiana Jones: Daredevils of the Desert | Schiller                      | |
| 2000 | Some Voices                                                     | Ray                           | British Independent Film Awards de Melhor Ator |
| 2000 | Hotel Splendide                                                 | Ronald Blanche                | |
| 2000 | I Dreamed of Africa                                             | Declan Fielding               | |
| 2001 | Lara Croft: Tomb Raider                                         | Alex West                     | |
| 2001 | Sword of Honour                                                 | Guy Crouchback                | |
| 2002 | Copenhagen                                                      | Werner Heisenberg             | Filme para televisão |
| 2002 | Ten Minutes Older: The Cello                                    | Cecil                         | |
| 2002 | Road to Perdition                                               | Connor Rooney                 | |
| 2003 | Sylvia                                                          | Ted Hughes                    | |
| 2003 | The Mother                                                      | Darren                        | Indicação – British Independent Film Award de Melhor Ator Indicação – European Film Audience Award de Melhor Ator Indicação – London Film Critics Circle Award de Melhor Ator |
| 2004 | Layer Cake                                                      | Sr. X                         | Indicação – Empire Award de Melhor Ator Indicação – European Film Audience Award de Melhor Ator também por Enduring Love |
| 2004 | Enduring Love                                                   | Joe                           | Indicação – British Independent Film Award de Melhor Ator Indicação – European Film Audience Award de Melhor Ator também por Layer Lake |
| 2005 | Munich                                                          | Steve                         | |
| 2005 | Archangel                                                       | Christopher Kelso             | Drama televisivo |
| 2005 | Sorstalanság                                                    | Soldado Americano             | |
| 2005 | The Jacket                                                      | Rudy Mackenzie                | |
| 2006 | Casino Royale                                                   | James Bond                    | Empire Award de Melhor Ator Evening Standard British Film Award de Melhor Ator Sant Jordi Award de Melhor Ator Estrangeiro Indicação – BAFTA Award de Melhor Ator Indicação – Saturn Award de Melhor Ator |
| 2006 | Renaissance                                                     | Barthélémy Karas              | Voz |
| 2006 | Infamous                                                        | Perry Smith                   | Indicação – Independent Spirit Award de Melhor Ator Coadjuvante |
| 2007 | The Golden Compass                                              | Lorde Asriel                  | |
| 2007 | The Invasion                                                    | Ben Driscoll                  | |
| 2008 | Flashbacks of a Fool                                            | Joe Scot                      | Também produtor executivo |
| 2008 | Quantum of Solace                                               | James Bond                    | Indicação – Empire Award de Melhor Ator |
| 2008 | Defiance                                                        | Tuvia Bielski                 | |
| 2011 | Cowboys & Aliens                                                | Jake Lonergan                 | Indicação – Scream Award de Melhor Ator em Ficção Científica |
| 2011 | Dream House                                                     | Will Attenton                 | |
| 2011 | The Adventures of Tintin                                        | Sakharine/Rackham, o Terrível | |
| 2011 | One Life                                                        | Narrador                      | |
| 2011 | The Girl with the Dragon Tattoo                                 | Mikael Blomkvist              | Indicação – Empire Award de Melhor Ator |
| 2012 | Skyfall                                                         | James Bond                    | Critics Choice Award de Melhor Ator em Filme de Ação Nomeado – Empire Award para Melhor Ator Nomeado – MTV Movie Award para Melhor Luta (compartilhado com Ola Rapace) Nomeado – MTV Movie Award para Melhor Performance Descamisado Nomeado – London Film Critics' Circle Award para Melhor ator britânico do ano Nomeado – Prêmio Saturno de Melhor Ator em cinema |
| 2015 | Spectre                                                         | James Bond                    | Também co-produtor Nomeado – Critics Choice Award de Melhor Ator em Filme de Ação |
| 2015 | Star Wars: O Despertar da Força                                 | Stormtrooper                  | Aparição não-creditada |
| 2017 | Logan Lucky                                                     | Joe Bang                      | |
| 2017 | Kings                                                           | Obie                          | |
| 2017 | Purity                                                          | Andreas Wolf                  | Série de televisão Também produtor executivo |
| 2019 | Knives Out                                                      | Detetive Benoit Blanc         | |
| 2021 | 007 - Sem Tempo para Morrer                                     | James Bond                    | |
| 2022 | Glass Onion: A Knives Out Mystery                               | Detetive Benoit Blanc         | |
| 2024 | Queer                                                           | William Lee                   | |

### Vídeo games
| Ano  | Título                  | Personagem |
| ---- | ----------------------- | ---------- |
| 2008 | Quantum of Solace       | James Bond |
| 2010 | GoldenEye 007           | James Bond |
| 2010 | 007: Blood Stone        | James Bond |
| 2011 | GoldenEye 007: Reloaded | James Bond |
| 2012 | 007 Legends             | James Bond |

### Outro
| Ano  | Título                      | Papel     | Nota |
| ---- | --------------------------- | --------- | --- |
| 1997 | The Rover (com Andy Serkis) | Blunt     | BBC Open University Productions (uma performance teatral educacional disponível em DVD)                                |
| 2012 | Through Their Eyes          | Ele mesmo | Produzido por Omega e Orbis International. Documenta a visita de Daniel Craig à Mongólia com a equipe médica da Orbis. |

## Prêmios e indicações
| Prêmio        | Ano  | Categoria                        | Filme                               | Resultado | Ref.   |
| ------------- | ---- | -------------------------------- | ----------------------------------- | --------- | ------ |
| Globo de Ouro | 2020 | Melhor Ator - Comédia ou Musical | Knives Out                          | Indicado  | [ 20 ] |
| Globo de Ouro | 2023 | Melhor Ator - Comédia ou Musical | Glass Onion: Um Mistério Knives Out | Indicado  | [ 20 ] |
| Globo de Ouro | 2025 | Melhor Ator - Drama              | Queer                               | Indicado  | [ 20 ] |
| SAG Awards    | 2025 | Melhor Ator Principal em Cinema  | Queer                               | Indicado  | [ 21 ] |